# Liste öffentlicher Bücherschränke im Zollernalbkreis
In der Liste öffentlicher Bücherschränke im Zollernalbkreis sind öffentliche Bücherschränke für Orte, die zum Zollernalbkreis in Baden-Württemberg gehören, aufgeführt. Sie ist primär nach Orten sortiert, unabhängig davon, ob es sich um Ortsteile, Gemeinden oder Städte handelt. Der Artikel ist Teil der übergeordneten Liste öffentlicher Bücherschränke in Baden-Württemberg. Ein öffentlicher Bücherschrank ist ein Schrank oder schrankähnlicher Aufbewahrungsort mit Büchern, der dazu dient, Bücher kostenlos, anonym und ohne jegliche Formalitäten zum Tausch oder zur Mitnahme anzubieten. Die Liste erhebt keinen Anspruch auf Vollständigkeit.

## Öffentliche Bücherschränke im Zollernalbkreis
Derzeit sind im Zollernalbkreis 14 öffentliche Bücherschränke erfasst (Stand: 1. November 2024):
| Bild             | Ausführung    | Ort                    | Seit         | Anmerkung                                                                                        | Geokoordinaten                |
| ---------------- | ------------- | ---------------------- | ------------ | ------------------------------------------------------------------------------------------------ | ----------------------------- |
|                  | Bücherschrank | Bad Imnau              | 2019         | vergr. Version am 2023-03-09                                                                     | ⊙ Kurstr. nahe Brunnen        |
| (weitere Bilder) | Bücherregal   | Balingen               | März 2013    | „Rotes Regal“ Balingen, in der Balinger Bahnhofshalle, von der Balinger Frauenliste aufgestellt. | ⊙ Bahnhofstraße 1             |
|                  | Bücherschrank | Burladingen            | 2023         | Bücherschrank auf dem Marktplatz                                                                 |                               |
| (weitere Bilder) | Bücherschrank | Burladingen-Melchingen | 2021         | Bücherschrank vor dem Theater Lindenhof                                                          | ⊙ Unter den Linden 18         |
|                  | Bücherschrank | Haigerloch-Trillfingen | Okt. 2021    | Bücherschrank im Schulhof                                                                        |                               |
|                  | Bücherschrank | Haigerloch-Gruol       | Sep. 2023    | Bücherschrank in Buswartehäuschen                                                                | ⊙ Bushaltestelle Stunzachstr. |
|                  | Bücherschrank | Hechingen              | Dez. 2021    | Bücherschrank vor der Stadthalle Museum                                                          | ⊙ Zollernstraße 2             |
| (weitere Bilder) | Bücherregal   | Hechingen-Boll         |              | Bücherregal in der Ortschaftsverwaltung, ehem. Rathaus                                           | ⊙ Eichgasse 7                 |
| (weitere Bilder) | Bücherschrank | Jungingen              | 2. Aug. 2021 | Bücherschrank in der Bushaltestelle an der Unterführung                                          | ⊙ vor Hauptstraße 8           |
| (weitere Bilder) | Bücherzelle   | Lautlingen             |              | Bücherzelle Parkplatz Stauffenberg-Schloss                                                       | ⊙ Von-Stauffenberg-Straße 29  |
| (weitere Bilder) | Bücherzelle   | Meßstetten-Tieringen   | Aug. 2022    | Bücherzelle vor dem Tieringer Rathaus                                                            | ⊙ Rathausgasse 2              |
| (weitere Bilder) | Bücherregal   | Tailfingen             |              | Bücherregal im Naturbad Albstadt-Tailfingen                                                      | ⊙ Emil-Mayer-Straße 21        |
| (weitere Bilder) | Bücherzelle   | Truchtelfingen         |              | Bücherzelle Bären-Kreisel Albstadt-Truchtelfingen                                                | ⊙ Rathausplatz                |
|                  | Bücherregal   | Winterlingen           |              | Bücherregal in einem aufgestellten Baumstamm                                                     | ⊙ Bitzer Straße 28            |

## Statistik
Zu einem Vergleich mit den anderen Land- und Stadtkreisen Baden-Württembergs sowie zum Landesdurchschnitt siehe die Statistik öffentlicher Bücherschränke in Baden-Württemberg.